# Kie Kusakabe
Kie Kusakabe (jap. 日下部基栄 Kusakabe Kie; * 11. Oktober 1978 in Fukuoka) ist eine ehemalige japanische Judoka. Sie gewann 2000 eine olympische Bronzemedaille.

## Sportliche Karriere
Die 1,60 m große Kie Kusakabe kämpfte bis 1997 im Halbmittelgewicht und wechselte mit Neuordnung der Gewichtsklassen ins Leichtgewicht, die Gewichtsklasse bis 57 Kilogramm. Im Halbmittelgewicht war sie 1996 Juniorenweltmeisterin. Bei den Asienmeisterschaften 1997 in Manila erkämpfte sie die Silbermedaille hinter der Südkoreanerin Jung Sung-sook.
Im Leichtgewicht gewann sie 1998 eine Bronzemedaille bei den Asienspielen in Bangkok. 2000 siegte sie bei den Asienmeisterschaften in Osaka. Bei den Olympischen Spielen 2000 in Sydney unterlag sie im Viertelfinale der Spanierin Isabel Fernández. Mit zwei Siegen in der Hoffnungsrunde erreichte sie den Kampf um Bronze gegen die Chinesin Shen Jun, den sie nach 44 Sekunden gewann.
2001 siegte Kusakabe beim Weltcup-Turnier in Paris. Bei den Weltmeisterschaften 2001 in München unterlag sie im Halbfinale Deborah Gravenstijn aus den Niederlanden. Mit einem Sieg über die Chinesin Xu Yuhua sicherte sich Kusakabe eine Bronzemedaille. Im Jahr darauf erreichte sie das Finale bei den Asienspielen 2002 in Busan und unterlag der Nordkoreanerin Hong Ok-song. 2003 gewann Kusakabe bei den Asienmeisterschaften in Jeju. Im Jahr darauf erkämpfte sie in Almaty eine Bronzemedaille. Bei den Olympischen Spielen 2004 in Athen siegte Kusakabe in ihren ersten zwei Kämpfen. Im Achtelfinale unterlag sie der Deutschen Yvonne Bönisch, in der Hoffnungsrunde schied sie gegen Isabel Fernández aus.